# 黑珠芽薯蓣
黑珠芽薯蓣（学名：Dioscorea melanophyma）是薯蓣科薯蓣属的植物。分布于尼泊尔以及中国大陆的贵州、云南、四川、西藏等地，生长于海拔1,500米至2,500米的地区，一般生于林缘或稀疏灌丛中，目前尚未由人工引种栽培。

## 别名
黑弹子（云南）